# Conscious (Broods)
Conscious è il secondo album in studio del gruppo musicale neozelandese Broods, pubblicato il 24 giugno 2016.

## Tracce
1. Free – 3:43 (Georgia Nott, Caleb Nott, Joel Little)
2. We Had Everything – 3:23 (G. Nott, C. Nott, Joel Little)
3. Are You Home – 4:02 (G. Nott, C. Nott, Ben Berger, Ryan McMahon)
4. Heartlines – 3:17 (G. Nott, C. Nott, Joel Littl, Ella Marija Lani Yelich-O'Connor)
5. Hold the Line – 3:33 (G. Nott, C. Nott, Alex Hope)
6. Freak of Nature (feat. Tove Lo) – 4:00 (G. Nott, C. Nott, Ebba Tove Elsa Nilsson)
7. All of Your Glory – 3:02 (G. Nott, C. Nott)
8. Recovery – 3:58 (G. Nott, C. Nott, Hope)
9. Couldn't Believe – 4:04 (G. Nott, C. Nott, Little)
10. Full Blown Love – 3:30 (G. Nott, C. Nott, Little)
11. Worth the Fight – 4:03 (G. Nott, C. Nott, Little, Emmie Little)
12. Bedroom Door – 3:36 (G. Nott, C. Nott, Little)
13. Conscious – 4:00 (G. Nott, C. Nott, Little, Fransisca Hall)

## Classifiche
| Classifica (2016) | Posizione massima |
| ----------------- | ----------------- |
| Australia         | 2                 |
| Canada            | 69                |
| Nuova Zelanda     | 1                 |
| Stati Uniti       | 52                |

### Classifiche annuali
| Classifica (2014) | Posizione massima |
| ----------------- | ----------------- |
| Nuova Zelanda     | 21                |